# شکار روباه (فیلم دیزنی)
شکار روباه (به انگلیسی: The Fox Hunt) یک فیلم کوتاه دیزنی از مجموعه سمفونی احمقانه به کارگردانی است. این اثر در سال ۱۹۳۱ منتشر شد.